# Carlota Trias i Solé
Carlota Trias Solé (Sabadell, Vallès Occidental, 17 de setembre de 1979) és una exjugadora i entrenadora de waterpolo catalana.
Formada al CN Sabadell, amb el qual va aconseguir tres Lligues espanyola, dues Copes de la Reina i una Lliga catalana. També va ser internacional amb la selecció espanyola de waterpolo en dinou ocasions entre 1998 i 2000. Després de la seva retirada, ha estat exercint d'entrenadora en categories de formació del CN Sabadell.

## Palmarès
- 3 Lliga espanyola de waterpolo femenina: 1999-00, 2000-01, 2001-02
- 2 Copa espanyola de waterpolo femenina: 2000-01, 2001-02
- 1 Lliga catalana de waterpolo femenina: 2001-02